# François Naud
 (juin 2020).
François Naud, né le 17 novembre 1946 à Rezé, est un auteur et historien français.
Docteur à l'École des hautes études en sciences sociales (EHESS), il a également été ingénieur à la section des sciences historiques et philologiques de l'École pratique des hautes études,. Il vit à Marsac, dans le Tarn-et-Garonne.

## Biographie
Né à Rezé dans le quartier Pont-Rousseau, François Naud semble se destiner à la photographie, discipline pour laquelle il suit un apprentissage. Il décide par la suite d'entamer un cursus universitaire à l'université de Nantes au terme duquel il obtient un doctorat en Histoire à l'EHESS, soutenant une thèse en 1996 sous la direction de Pierre Nora.
Il devient ingénieur à la section des sciences historiques et philologiques de l'EPHE en 1996. Après sa retraite, il vit à Marsac où il continue d'écrire, consacrant notamment ses travaux à des personnalités ayant marqué l'histoire du département de Tarn-et-Garonne,,. 
En 2014, il reçoit les insignes de commandeur dans l'ordre des Palmes académiques des mains du Premier Ministre Jean-Marc Ayrault.

## Publications
- Les docteurs en médecine de Tarn-et-Garonne au XIXe siècle, dictionnaire biographique, 2021
- Sérignac dans la Grande Guerre, collectif, 2018
- Les parlementaires de Tarn-et-Garonne sous la Troisième République, 1871-1940, 2017[3],[9]
- Procès-verbaux de l'Académie des beaux-arts Tome dixième, en tant qu'éditeur scientifique, 2017
- Lugol, Jalaguier, Vaillard, trois sommités médicales de Tarn-et-Garonne, 2015
- Le personnel parlementaire élu par le département de Loire-Inférieure sous la Troisième République, 2009
- Profession reporter, 2005
- Procès-verbaux de l'Académie des beaux-arts Tome cinquième, en tant qu'éditeur scientifique, 2004
- Le cœur et la passion, les faits, les hommes, avec Yves Laurent (coauteur), 1988
- Paul Morand, du voyage Paris-Tombouctou au texte littéraire Magie noire, 1987

## Distinctions
- Chevalier de l'ordre national du Mérite, promotion de février 1998.
- Officier de l'ordre des Arts et des Lettres[10],[11].
- Commandeur de l'ordre des Palmes académiques[8]